# Nathan Lowe
Nathan Alexander Lowe (nacido el 18 de septiembre de 2005) es un futbolista profesional inglés que juega como delantero en el Stoke City EFL Championship .

## Carrera en el club
Lowe nació en Harlow y jugó fútbol juvenil para Bishop's Stortford antes de que su familia se mudara a Cheshire, donde asistió a Lymm High School .  Jugó para Egerton antes de unirse a la academia del Stoke City en mayo de 2016.  Lowe firmó un contrato profesional en su cumpleaños número 17 en septiembre de 2022.  Lowe hizo su debut sénior el 18 de febrero de 2023 en una derrota por 1-0 como visitante ante Blackpool .  Lowe anotó su primer gol en el fútbol sénior el 30 de septiembre de 2023, lo que le permitió al Stoke obtener una victoria tardía por 3-2 contra el Bristol City .  Lowe firmó un nuevo contrato de cuatro años y medio con Stoke en enero de 2024. 
Lowe se unió al Walsall de la Liga Dos el 22 de agosto de 2024 en calidad de préstamo para la temporada 2024-25 .  Lowe anotó sus dos primeros goles en la victoria por 3-2 en la Copa EFL contra el Huddersfield Town ; había fallado un penalti anteriormente en el partido.  Lowe marcó su primer gol en la liga en la victoria por 2-1 sobre el Cheltenham Town .  Después de anotar diez goles en 18 partidos para los Saddlers, Lowe fue nombrado Jugador Joven del Mes de la EFL de octubre de 2024.  Su buena forma continuó y Walsall obtuvo doce puntos de ventaja en la cima de la liga, cinco goles y una asistencia que lo llevaron a ser nombrado Jugador del Mes de la EFL League Two de diciembre de 2024.  Después de marcar 18 goles en 30 apariciones para Walsall, Lowe fue convocado por Stoke el 12 de enero de 2025.  Lowe anotó en su primer partido de regreso con el club, en un empate 1-1 como visitante ante el West Bromwich Albion . 

## Carrera internacional
Lowe fue convocado a la selección sub-19 de Inglaterra por primera vez en octubre de 2023.  Hizo su debut sub-19 durante un empate sin goles con Montenegro en la clasificación para la Eurocopa sub-19 de 2024. 
- Jugador joven del mes de la EFL : octubre de 2024
- Jugador del mes de la Liga EFL 2 : diciembre de 2024

## Estadísticas de carrera
| Club             | Temporada | Liga         | Liga | Liga  | FA Cup | FA Cup | League Cup | League Cup | Otro | Otro  | Total | Total |
| Club             | Temporada | División     | Par. | Goles | Par.   | Goles  | Par.       | Goles      | Par. | Goles | Par.  | Goles |
| ---------------- | --------- | ------------ | ---- | ----- | ------ | ------ | ---------- | ---------- | ---- | ----- | ----- | ----- |
| Stoke City       | 2022–23   | Championship | 1    | 0     | 1      | 0      | 0          | 0          | —    | —     | 2     | 0     |
| Stoke City       | 2023–24   | Championship | 13   | 1     | 1      | 0      | 1          | 0          | —    | —     | 15    | 1     |
| Stoke City       | 2024–25   | Championship | 4    | 1     | 0      | 0      | 0          | 0          | —    | —     | 4     | 1     |
| Stoke City       | Total     | Total        | 18   | 2     | 2      | 0      | 1          | 0          | 0    | 0     | 21    | 2     |
| Walsall (cedido) | 2024–25   | League Two   | 22   | 15    | 2      | 0      | 2          | 2          | 4    | 1     | 30    | 18    |
| Total            | Total     | Total        | 40   | 17    | 4      | 0      | 3          | 2          | 4    | 1     | 51    | 20    |